# Roseland (Luisiana)
Roseland é uma cidade  localizada no estado americano de Luisiana, na Paróquia de Tangipahoa.

## Demografia
Segundo o censo americano de 2000, a sua população era de 1162 habitantes.
Em 2006, foi estimada uma população de 1306, um aumento de 144 (12.4%).

## Geografia
De acordo com o United States Census Bureau tem uma área de
5,8 km², dos quais 5,5 km² cobertos por terra e 0,3 km² cobertos por água. Roseland localiza-se a aproximadamente 41 m acima do nível do mar.

## Localidades na vizinhança
O diagrama seguinte representa as localidades num raio de 20 km ao redor de Roseland.